# Spring Hill (Florida)
Spring Hill je census-designated place v Hernando County na Floridě. Podle sčítání lidu v roce 2020 činí populace přibližně 114 tisíc obyvatel. Rozloha činí 161,2 km².

## Geografie
Nachází se na jihozápadě Hernando County. Sousedí s Timber Pines na západě, na severu s Weeki Wachee, North Weeki Wachee, High Point, Brookridge a Wisconem, na východě se South Brooksville, Garden Grove a Masaryktownem, na jihu s Shady Hills a Heritage Pines, které již spadají do Pasco County.
3,94 % rozlohy tvoří vodní plochy.